# Daniel Wolff
Daniel Wolff (Fületelke, ? – Szásznádas, 1729) erdélyi szász evangélikus lelkész. 

## Életútja
1684-ben Wittenbergben tanult, majd 1687-89 között akadémikus hitszónok volt Nádason. Ezt követően lelkészként szolgált, 1702-ig Magyaroson, utána haláláig Szásznádason.
Kéziratban maradt munkái:
- Das bedrängte Dacia..., 1685
- Hydra Trannica, d. i. nunmehr unter den Rákotzischen Aufstand in Siebenbürgen entstandene und von dem Teutschen Herkules (d. i. Ihre k. k. Majestät) gedempfte vielköpfige landverderbliche Religionsschlange, 1708